# Sarks voetbalelftal (mannen)
Het Sarks voetbalelftal is het voetbalteam dat het Kanaaleiland Sark vertegenwoordigt. De enige keer dat het team opdraafde, was tijdens de Island Games, een soort Olympische Spelen voor kleine eilanden en eilandgroepen, van 2003 in het nabije Guernsey en Alderney. De statistieken zijn erg slecht, omdat ze alle wedstrijden met 15-0 of meer hebben verloren. Na de in totaal vier gespeelde wedstrijden hadden ze dan ook een doelsaldo van 0 voor en 70 tegen.

1 CONCACAF-lid · 2 geassocieerd CAF-lid · 3 geassocieerd OFC-lid · 4 geassocieerd AFC-lid